# Joe Hart
Charles Joseph John Hart (Shrewsbury, Shropshire, 19 de abril de 1987) é um ex-futebolista inglês que atuava como goleiro.

## Carreira

### Início
Nascido em Shrewsbury, na Inglaterra, Hart começou a carreira no time de sua cidade, o Shrewsbury Town, um clube muito modesto e quase amador que atualmente está na terceira divisão inglesa. Em fevereiro de 2003, com apenas 15 anos de idade e ainda cursando o colegial, foi promovido às pressas ao time principal para compor o banco de reservas. Permaneceu nesta função por mais de um ano, fazendo sua estreia ela equipe apenas em 20 de abril de 2004, um dia após seu aniversário de 15 anos, num jogo contra o Gravesend & Northfleet.
Mais um ano se passou e, na temporada 2005-06, aos 18 anos de idade, Hart finalmente passou a ser o titular da equipe, recebendo a camisa número 1. Em sua primeira temporada como titular na carreira, jogou 46 partidas e sofreu 55 gols. Apesar de sofrer mais de um gol por jogo, Hart foi elogiado pelo seu desempenho, conquistando em outubro de 2005 sua primeira convocação para a Seleção Inglesa Sub-19.
Após esta convocação, naturalmente seu nome ganhou destaque entre os clubes de mais expressão do país, e houve várias especulações de um provável destino para Hart ao final da temporada, como o Arsenal, o Everton, Chelsea e o Manchester City. Dentre todos estes, o City era o que parecia mais interessado no jogador, tendo inclusive enviado olheiros até Shrewsbury para acompanhar partidas da equipe local.

### Manchester City
Em 22 de maio de 2006, aos 19 anos de idade, Hart foi oficialmente anunciado pelo Manchester City, que pagou inicialmente a quantia de 600 mil libras e mais um adicional baseado no número de partidas jogadas.
Hart fez sua estreia pelo City no dia 14 de outubro, após lesões do então titular, o sueco Andreas Isaksson, e do seu reserva, Nicky Weaver. A partida era contra o Sheffield United, pela Premier League, e terminou sem gols.

### Empréstimos
Como Hart ainda era muito jovem, inicialmente o City usou os empréstimos como forma de mantê-lo em ritmo de jogo e também para que Joe obtivesse mais experiência em partidas de um nível superior ao que ele estava acostumado em seu clube anterior. Seu primeiro empréstimo foi muito rápido, permanecendo por apenas um mês, janeiro de 2007, no Tranmere Rovers. Neste curto período, ele atuou em seis partidas e sofreu oito gols.
Em abril de 2007, foi novamente emprestado, desta vez ao Blackpool, devido à carência de goleiros da equipe na época. Hart estreou pelo clube sem sofrer gols, na vitória por 2 a 0 sobre o Huddersfield Town, no dia 9 de abril. O Blackpool venceu todos os cinco jogos em que Hart atuou, incluindo uma vitória por 6 a 3 sobre o Swansea City fora de casa, em seu último jogo, ajudando a equipe a ser promovida em sua divisão.

### Retorno ao Manchester City

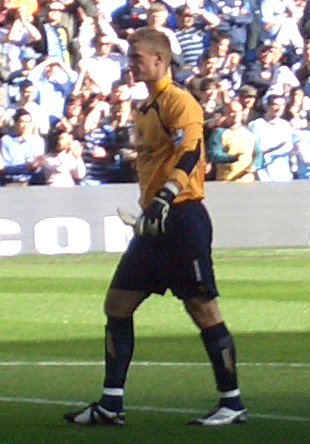
Hart atuando pelo Manchester City em outubro de 2008

Após este bem-sucedido período no Blackpool, o então treinador do Manchester City, Sven-Göran Eriksson, optou pelo retorno de Hart aos Citizens, inclusive colocando-o como titular em algumas partidas, deixando Andreas Isaksson no banco. Depois de uma partida contra o Newcastle, Eriksson não poupou elogios a Hart:
| “ | É sem dúvidas um dos maiores talentos neste país como goleiro, e pode se tornar um jogador para a seleção no futuro. | ” |

Após a saída de Isaksson para o PSV Eindhoven, parecia que Hart assumiria de vez a vaga de goleiro titular do City para a temporada 2008–09, tendo inclusive recebido a camisa 1 na nova numeração oficial do clube. No entanto, sua posição foi ameaçada na metade da temporada, mais precisamente em fevereiro de 2009, após a chegada do bom e experiente goleiro irlandês Shay Given. Com muito mais anos de carreira que Hart, Given era um sério candidato para assumir agora a vaga de titular. Seis meses depois, com a abertura de uma nova janela de transferências e não tendo atuado em nenhum jogo pelo City desde a chegada de Shay Given, os boatos de um novo empréstimo de Hart começaram a surgir. O então recém-chegado treinador Mark Hughes mostrava-se indeciso sobre a situação.

### Birmingham City

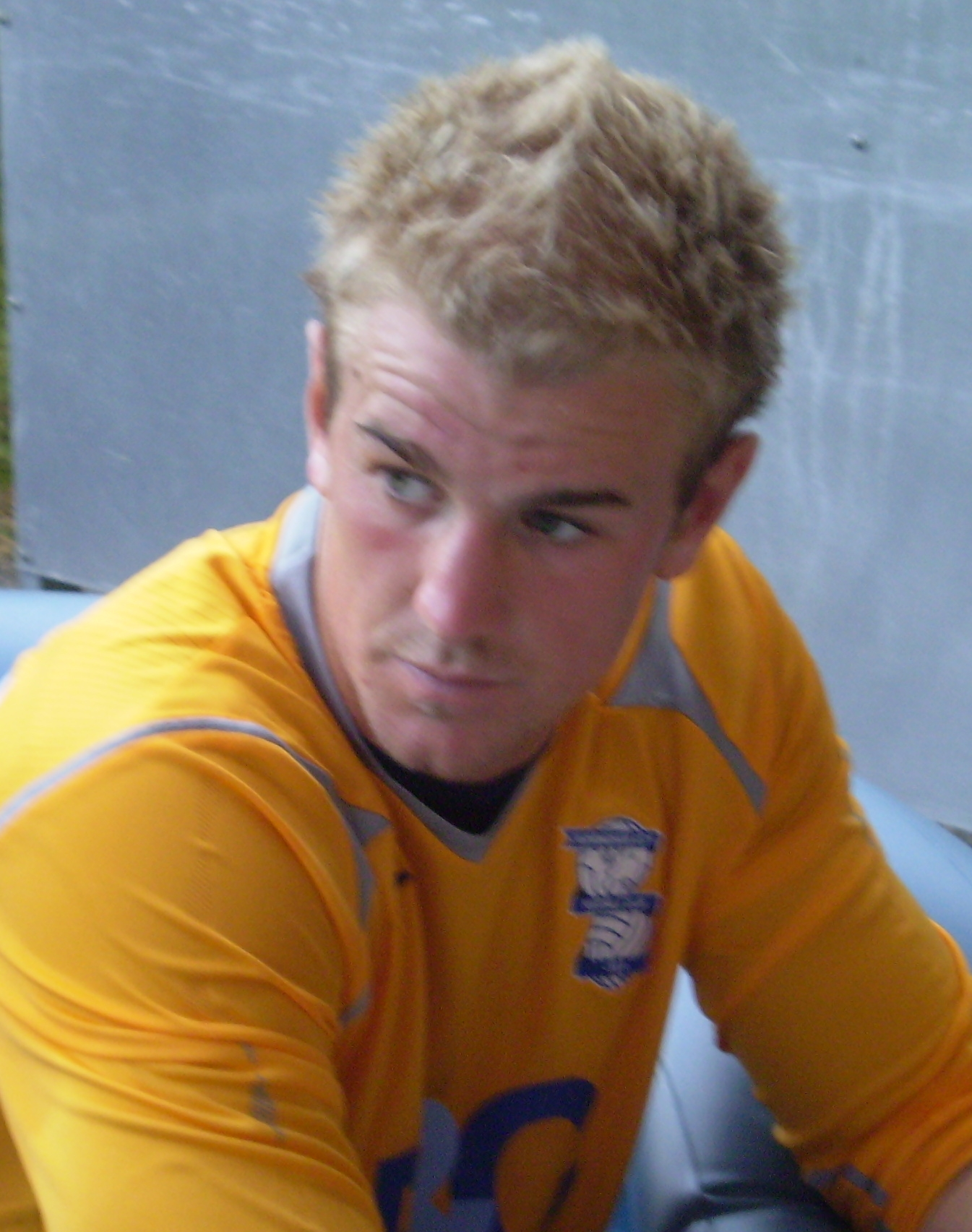
Hart no Birmingham em 2009

Tal situação foi finalmente definida em 24 de junho de 2009, quando foi anunciado oficialmente o empréstimo de uma temporada ao Birmingham City.
Sendo assim, Hart permaneceria no clube durante toda a temporada 2009–10, e mais do que nunca precisava mostrar serviço para que não fosse dispensado de vez pelo Manchester City. Fez sua estreia pelo clube de Birmingham na partida de abertura da temporada, uma derrota por 1 a 0 para o Manchester United em Old Trafford. Em suas primeiras partidas pelo Birmingham, Hart cometeu erros que lhe custaram vários gols sofridos, e parecia que este empréstimo seria frustrante para ele. Entretanto, o treinador Alex McLeish manteve-o como titular nas partidas seguintes, e o Birmingham registrou uma expressiva sequência de doze jogos sem derrotas na Premier League, um recorde para o clube. A performance de Hart havia melhorado nitidamente, e sua afirmação veio numa partida contra o bilionário Chelsea, em dezembro, onde ele fez belas defesas. Ao fim da temporada, foi eleito o melhor jogador do Birmingham City e foi indicado ao prêmio de Jogador Jovem do Ano pela PFA. Embora James Milner tenha vencido este prêmio, Hart garantiu a sua vaga na Equipe do Ano, outro prêmio concedido pela PFA, e ainda foi convocado por Fabio Capello para a Copa do Mundo FIFA de 2010, como terceiro goleiro do English Team.

### Novo retorno ao Manchester City
Após mais uma excelente passagem por empréstimo, Hart retornou novamente ao Manchester City para a temporada 2010–11.

#### 2010–11
Agora sob o comando do treinador italiano Roberto Mancini, Hart foi escalado como titular no jogo de abertura da temporada, uma partida fora de casa contra o Tottenham, válida pela Premier League. O goleiro teve mais uma boa atuação, salvando várias chances claras de gol dos Spurs e ajudando o City a segurar o empate em 0 a 0. Hart também não sofreu gols em outra importante partida, contra o Liverpool, onde o City venceu por 3 a 0 e o goleiro foi o melhor em campo. Veio a sofrer seu primeiro gol na temporada apenas na terceira rodada da Premier League, um tento marcado de pênalti por Darren Bent, que deu a vitória por 1 a 0 para o Sunderland.
Nas partidas seguintes, Hart continuou a se apresentar em boa forma, sendo considerado por muitos especialistas como o melhor goleiro da Premier League na atual temporada. Suas grandes defesas ajudaram o City a garantir sua vaga na Liga dos Campeões de 2011–12, já que atualmente a equipe ocupa a quarta posição da liga e não pode mais ser alcançado pelo quinto colocado. No dia 14 de maio de 2011, o Manchester City conquistou a Copa da Inglaterra, após uma vitória pelo placar mínimo sobre o Stoke City, com gol marcado por Yaya Touré. Este título quebrou um longo e incômodo jejum de 35 anos sem títulos do clube.

#### 2011–12

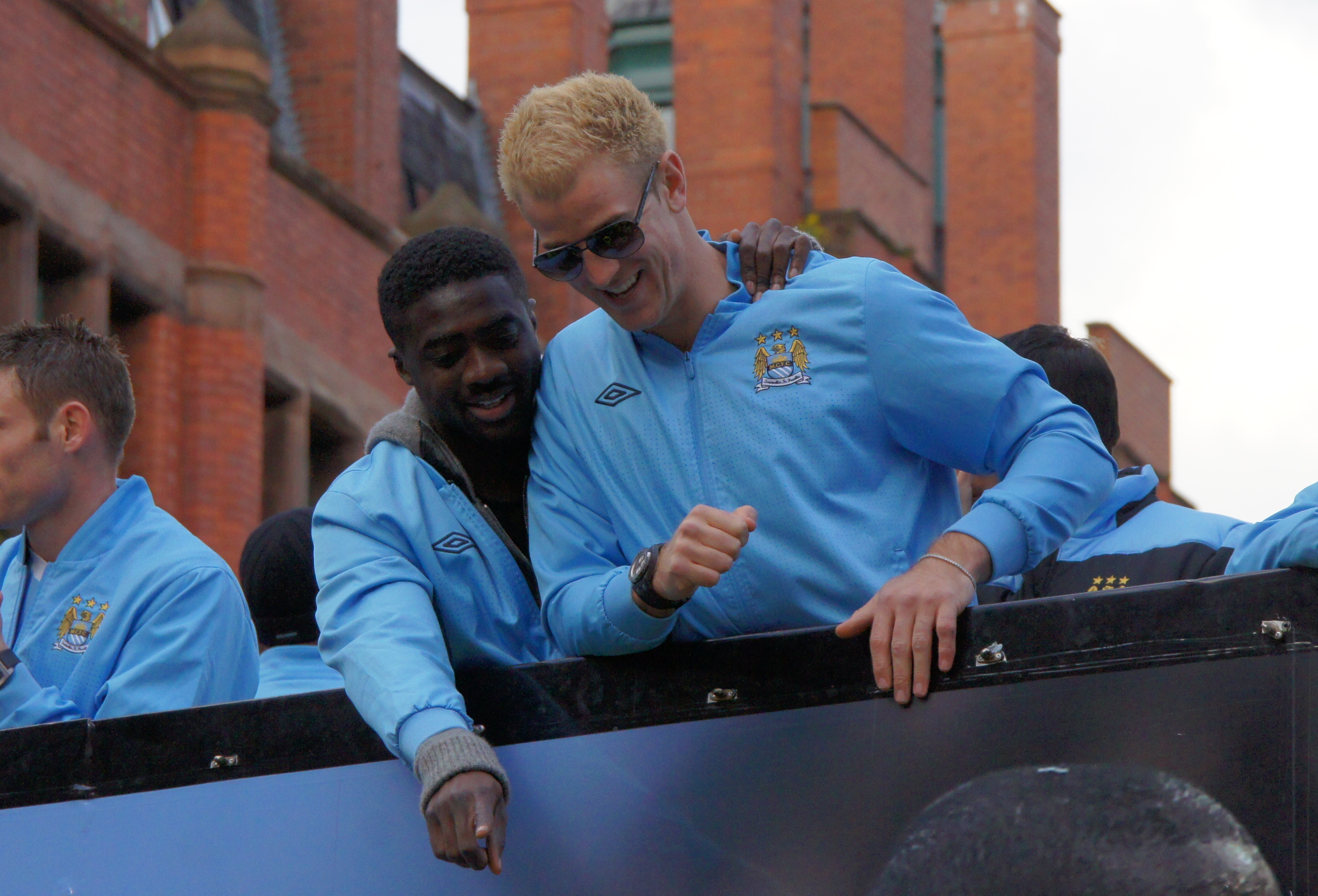
Joe Hart e o zagueiro Kolo Touré em maio de 2012

Foi peça fundamental do Manchester City na conquista da Premier League na temporada 2011–12. O título só foi decidido na última rodada, com os resultados das partidas dos rivais de Manchester, o City e o United, primeiro e segundo colocados da competição, respectivamente. Essa conquista quebrou o longo jejum do City de quarenta e quatro anos sem conquistar o Campeonato Inglês.

#### 2012–13
Na temporada 2012–13, participou como titular da campanha do City na Liga dos Campeões da UEFA. A equipe de Manchester teve vida curta. Caiu no grupo morte, ao lado de Real Madrid, Borussia Dortmund e Ajax. Após resultados ruins tanto dentro como fora de casa, a equipe do City acabou eliminada na fase de grupos da competição. Nessa temporada, Hart ainda colocou o City na decisão da Copa da Inglaterra, mas a equipe perdeu por 1 a 0 para o Wigan e ficou com o vice.

#### 2013–14
Conquistou o bicampeonato inglês pelo Manchester City. Mais uma vez sendo peça fundamental na campanha, Hart finalmente foi abraçado pela torcida e se consagrou, enfim, como ídolo. Nessa temporada disputou novamente a Liga dos Campeões da UEFA; desta vez a equipe conseguiu avançar para as oitavas de final, passando por um grupo que tinha o atual campeão, Bayern de Munique, o CSKA Moscou e o Viktoria Plzeň. Nas oitavas, no entanto, a equipe acabou sendo eliminada pelo Barcelona.

#### 2014–15
Na temporada 2014–15 não conquistou títulos. Apesar do bom começo na Premier League, o City começou a tropeçar e deixou a segunda posição do campeonato. Pela Liga dos Campeões, avançou mais uma vez para as oitavas de final, onde outra vez enfrentaram o Barcelona. Joe Hart teve uma grande atuação no Camp Nou. O goleiro inglês praticamente fechou o gol, fez grandes defesas, e evitou muitos gols, mas não a derrota por 1 a 0 que decretou a nova eliminação da equipe do Manchester City. No jogo de ida, Hart ainda defendeu um pênalti cobrado por Lionel Messi no final da partida.

### Torino
Sem espaço no Manchester City, foi emprestado ao Torino por uma temporada. Na sua estreia, contra a Atalanta, em Bérgamo, falhou em um dos gols, na derrota por 2 a 1.

### Tottenham
No dia 18 de agosto de 2020, foi anunciado como reforço do Tottenham. Em uma temporada, disputou apenas 10 partidas.

### Celtic e aposentadoria
Sem espaço no Tottenham, foi anunciado pelo Celtic no dia 3 de agosto de 2021.
No dia 22 de fevereiro de 2024, Joe Hart declarou que se aposentaria após o final da temporada. O último jogo de sua carreira ocorreu no dia 25 de maio, em partida válida pela final da Copa da Escócia entre Celtic e Rangers. A sua equipe acabou vencendo por 1 a 0, decretando assim o último título de Hart como goleiro profissional.

## Seleção Nacional

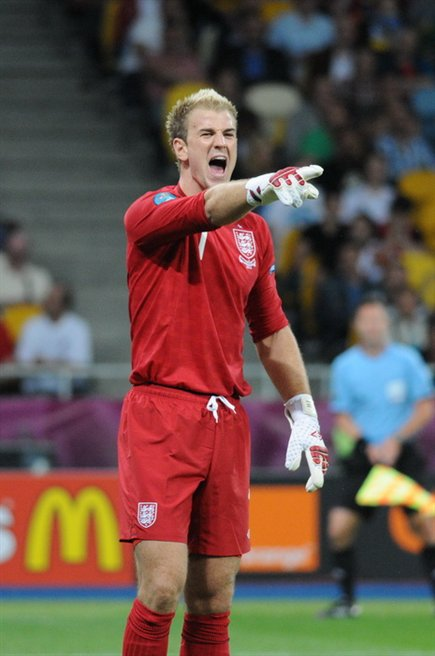
Hart na Euro 2012

Pela Seleção Inglesa, Hart recebeu sua primeira convocação no Sub-19, em outubro de 2005, quando ainda atuava pelo Shrewsbury Town.
Passou ainda pelo Sub-21 antes de ser convocado pela primeira vez para a seleção principal em maio de 2008, sob o comando do treinador italiano Fabio Capello. Esta convocação foi para os amistosos contra Estados Unidos e Trinidad & Tobago. Não utilizado no jogo contra os estadunidenses, estreou pelo English Team contra Trinidad & Tobago, em 1 de junho de 2008, substituindo o veterano David James no intervalo da partida, que terminou com a vitória dos ingleses por 3 a 0. Recebeu uma nova convocação dois meses depois, para um novo amistoso, desta vez contra a República Tcheca, em 20 de agosto, mas não atuou. No ano seguinte, em novembro, foi convocado para um amistoso contra o Brasil, mas novamente ficou apenas na reserva.
Suas atuações pelo Birmingham durante a temporada 2009–10 convenceram Capello a convocá-lo para a Copa do Mundo FIFA de 2010, onde ocupou a vaga de terceiro goleiro, junto aos mais experientes David James e Robert Green. Foi reserva durante todo o Mundial, não atuando em nenhuma partida.
Após a Copa, a Inglaterra passaria por uma renovação em seu elenco, e os veteranos James e Green agora seriam sacados para dar lugar a jovens goleiros. O nome de Hart surgiu como o principal deles, e agora ele havia se tornado o titular da posição no English Team. Um mês após o final da Copa do Mundo, em partida amistosa contra a Hungria, vencida por 2 a 1 pelos ingleses, Joe foi o titular. Nas Eliminatórias para a Euro 2012 também foi titular na maior parte dos jogos. A Inglaterra classificou-se para a Eurocopa de 2012 na primeira colocação de seu grupo, com 18 pontos e cinco vitórias.
Na Copa do Mundo FIFA de 2014, Hart foi titular em duas partidas da fase de grupos, mas o English Team foi eliminado como lanterna do Grupo D sem vencer nenhuma partida (duas derrotas e um empate). Mesmo com a campanha pífia, o goleiro foi um dos poucos destaques positivos da equipe, tendo boas atuações nas derrotas para Itália e Uruguai, ambas por 2 a 1.

## Títulos
Manchester City
- Copa da Inglaterra: 2010–11
- Premier League: 2011–12 e 2013–14
- Supercopa da Inglaterra: 2012
- Copa da Liga Inglesa: 2013–14 e 2015–16

Celtic
- Campeonato Escocês: 2021–22, 2022–23 e 2023–24
- Copa da Liga Escocesa: 2021–22 e 2022–23
- Copa da Escócia: 2022–23 e 2023–24

### Prêmios individuais
- Luva de ouro da Premier League: 2010–11, 2011–12, 2012–13 e 2014–15[27]
- Equipe do Ano pela PFA: 2009–10 e 2011–12
- Jogador da Temporada do Birmingham City: 2009–10
- Goleiro do Ano da League Two: 2005–06
- Melhor jogador do Manchester City da temporada: 2010–11
- 65º melhor jogador do ano de 2012 (The Guardian)[28]